# Catherine Moureaux
Catherine Moureaux (Ukkel, 22 juni 1978) is een Belgisch politica van de PS. Ze is sinds 26 november 2018 burgemeester van Sint-Jans-Molenbeek. Ook was zij Brussels Hoofdstedelijk Parlementslid.

## Levensloop
Ze is de dochter van PS-politici Philippe Moureaux en Françoise Dupuis. Catherine Moureaux volgde hoger onderwijs aan de ULB, waar ze afstudeerde als doctor in genees-, heel- en verloskunde en specialisaties voltooide in algemene geneeskunde en publieke gezondheid, optie biostatistiek. Van 2004 tot 2012 werkte ze als arts bij het medisch centrum Couleurs Santé, dat ze mee oprichtte. Tezelfdertijd was zij van 2008 tot 2010 onderzoekster in publieke gezondheid aan de ULB, de universiteit waar ze sinds 2012 lector van het vak beheer en bestuur van gezondheidssystemen in Europa is aan de École de Santé Publique.
In 2005 trad Moureaux toe tot de PS en werd ze voorzitter van de Jeunes Socialistes-afdeling van Schaarbeek. Bij de Brusselse gewestverkiezingen van juni 2009 stond ze als vijfde opvolger op de PS-lijst. In juli 2010 werd Moureaux effectief lid van het Brussels Hoofdstedelijk Parlement om toenmalig Brussels staatssecretaris Emir Kir te vervangen. In het Brussels Parlement trad ze toe tot de commissie Binnenlandse Zaken. Toen Kir in december 2012 stopte als staatssecretaris, keerde hij terug naar het Brussels Hoofdstedelijk Parlement en verdween Moureaux bijgevolg uit het parlement. Nadien was zij van december 2012 tot juli 2013 directeur op het kabinet van Rachid Madrane, de opvolger van Kir als Brussels staatssecretaris. In juli 2013 keerde ze terug naar het Brussels Parlement om er Olivia P'tito op te volgen. Ze bleef ditmaal Brussels Parlementslid tot in mei 2019 en was toen geen kandidaat meer. Van 2013 tot 2014 zetelde ze in de commissie Ruimtelijke Ordening, Stedenbouw en Grondbeleid, van 2014 tot 2017 in de commissie Territoriale Ontwikkeling en van 2017 tot 2019 in de commissie Economische Zaken en Tewerkstelling. Van 2014 tot 2019 was Moureaux tevens lid van het Parlement van de Franse Gemeenschap, waar ze van 2014 tot 2019 lid was van de commissie Cultuur en Kind en tot 2017 tevens zitting had in de commissie Hoger Onderwijs, Onderzoek en Media. Daarenboven was zij van 2014 tot 2018 ook nog voorzitter van de PS-fractie in het Parlement francophone bruxellois, de assemblee van de Franse Gemeenschapscommissie.
Van 2012 tot 2015 was ze tevens gemeenteraadslid van Schaarbeek. Vervolgens verhuisde ze op vraag van haar vader naar Sint-Jans-Molenbeek, waar ze bij de gemeenteraadsverkiezingen van oktober 2018 PS-lijsttrekker werd. Haar partij werd de grootste, waarna Moureaux in een coalitie met de liberale MR burgemeester van Molenbeek werd. Haar eerste mandaat als burgemeester verliep echter woelig door interne twisten binnen de lokale PS-afdeling, vetes binnen het schepencollege, waarbij Moureaux een schepen fysiek zou hebben aangevallen, en conflicten met de gemeenteadministratie en klachten over haar als autoritair ervaren bestuursstijl. Van oktober 2023 tot januari 2024 was Moureaux vanwege ziekteverlof afwezig als burgemeester, waarbij ze zich liet vervangen door Amet Gjanaj.
Bij de gemeenteraadsverkiezingen van oktober 2024 voerde Moureaux de tweetalige socialistische lijst van PS en Vooruit aan, die nipt de grootste partij van Molenbeek bleef en een coalitie vormde met de radicaal-linkse partij PTB-PVDA en de lokale partij Molenbeek Autrement. In december 2024 begon ze aan haar tweede termijn als burgemeester. Niettemin bleef de politieke situatie in Molenbeek chaotisch en woelig verlopen, met verdeeldheid in de meerderheid, grootschalig absenteïsme van gemeenteraadsleden en het uitblijven van een beleidsverklaring. In februari 2025 liet Moureaux zich om medische redenen als burgemeester opnieuw vervangen door Amet Gjanaj.